# Fulkod
Fulkod är inom programmering en bit programkod, vars syfte är att på ett enkelt och snabbt sätt lösa ett tillfälligt problem. Det resulterar oftast i att koden blir svårbegriplig, svår att underhålla eller gör programmet instabilt.
Ett exempel, skrivet i C:
```
//Fulkod

void
 
getline
(
char
 
*
buf
,
 
int
 
len
)
 
{

        
while
 
(((
*
buf
++
 
=
 
getchar
())
 
==
 
'\n'
 
?
 
*--
buf
 
=
 
'\0'
 
:
 
1
)
  
&&
 
--
len
 
>
 
0
);

}

//Tydligare lösning

void
 
getline
(
char
 
*
buf
,
 
int
 
len
)
 
{

	
int
 
i
;

	
char
 
c
;

	
for
 
(
i
 
=
 
0
;
 
i
 
<
 
len
;
 
i
++
)
 
{

		
c
 
=
 
getchar
();

		
if
 
(
c
 
==
 
'\n'
)
 
{

			
buf
[
i
]
 
=
 
'\0'
;

			
break
;

		
}
 
else
 
{

			
buf
[
i
]
 
=
 
c
;

		
}

	
}

	
return
;

}

```

Glöm funktionsnamnet och säg vad det första exemplet gör. De båda exemplen gör exakt samma sak med skillnaden att exempel2 är mycket lättare att läsa.